# Adolphe Alphonse Géry-Bichard
Adolphe Alphonse Géry-Bichard (ur. 19 listopada 1841 w Rambouillet, zm. 24 grudnia 1926 w Paryżu) – francuski malarz, akwaforysta, grawer i ilustrator książek (m.in. ilustracje do powieści Wiktora Hugo Katedra Marii Panny w Paryżu).